# Lysobacter concretionis
Lysobacter concretionis (ook wel Novilysobacter concretionis) is een gram-negatieve bacterie uit het geslacht Lysobacter.
Deze soort breekt rode bloedcellen af, en is pathogeen voor de mens. Hiernaast inhibeert het de groei van de schimmel Trichoderma. Tevens breekt het ook Bis(2-Hydroxyethyl)tereftalaat (BHET) af, een plastic, hetgeen doet vermoeden dat deze bacteriesoort voor de bio-industrie veel kan betekenen.